# Colette Richard
 (avril 2010).
Si vous disposez d'ouvrages ou d'articles de référence ou si vous connaissez des sites web de qualité traitant du thème abordé ici, merci de compléter l'article en donnant les références utiles à sa vérifiabilité et en les liant à la section « Notes et références ».
Colette Richard est une actrice française, née à Paris, le 24 juin 1924 et morte dans la même ville le 6 septembre 2020.

## Filmographie
- 1944 : Les Petites du quai aux fleurs de Marc Allégret - Indiana
- 1946 : Lunegarde de Marc Allégret - Mlle de Vertumne
- 1946 : Miroir de Raymond Lamy - Juliette Montfort, la fille du médecin
- 1947 : Danger de mort de Gilles Grangier - La jeune mariée
- 1948 : La Vie en rose, de Jean Faurez - Colette
- 1948 : Ces dames aux chapeaux verts de Fernand Rivers - Arlette
- 1948 : Hyménée de Émile Couzinet - Marianne
- 1950 : Les femmes sont folles de Gilles Grangier - Geneviève
- 1954 : Madame du Barry de Christian-Jaque
- 1956 : Rencontre à Paris de Georges Lampin
- 1958 : Pourquoi viens-tu si tard ? de Henri Decoin - Julie, la patronne du bistrot
- 1958 : Un drôle de dimanche de Marc Allégret - Mireille, la secrétaire
- 1963 : Cabriole ou la journée d'une danseuse de Robert Bibal - court métrage -

Télévision
- 1954 : Une enquête de l'inspecteur Grégoire de Marcel Bluwal, épisode La Partie de cartes
- 1954 : Une enquête de l'inspecteur Grégoire : épisode Meurtre inutile de Roger Iglésis
- 1967 : Au théâtre ce soir : Docteur Glass ou le médecin imaginaire de Hans Weigel, mise en scène Christian Alers, réalisation Pierre Sabbagh, Théâtre Marigny

## Théâtre
- 1967 : Docteur Glass ou le médecin imaginaire de Hans Weigel, mise en scène Christian Alers,   Théâtre des Célestins